# نتريت الأميل
نتريت الأميل مركب كيميائي ودواء.  كدواء تم استخدامه لألم الصدر المرتبط بالقلب والتسمم بالسيانيد.  بالنسبة لألم الصدر، يستخدم النتروجليسرين الآن بشكل عام بدلاً من ذلك. كما أنه يستخدم للترفيه عن طريق الاستنشاق بزعم أنه يجعل الشخص منتشيًا ويحسن الوظيفة الجنسية.   تبدأ التأثيرات في غضون 30 ثانية وتستمر حوالي 4 دقائق. 
قد تشمل الآثار الجانبية الشائعة الصداع واحمرار الجلد والدوار.  قد تشمل الآثار الجانبية الأخرى الإغماء وفقدان السيطرة على المثانة وانخفاض ضغط الدم والغثيان.  الجرعات الكبيرة قد تؤدي إلى ميتهيموغلوبينية الدم.  قد يحدث الاحتمال/المقاومة لآثاره مع أعراض الانسحاب بعد توقفه.  وهو سائل أصفر له رائحة وصفت بالفواكه.  طبيًا يعمل عن طريق توسيع الأوعية الدموية. 
تم توثيق نتريت الأميل لأول مرة في عام 1844 ودخل حيز الاستخدام الطبي في عام 1867. كان متوفرا كدواء عام؛ ومع ذلك، لم يعد معتمدًا للاستخدام الطبي في الولايات المتحدة.  دخلت حيز الاستخدام الترفيهي الشائع في الستينيات وخاصة من قبل مجتمع المثليين في الولايات المتحدة.   تتضمن أسماء الشوارع الشائعة «بوبرس» و «بيرلز».  يتم بيع نيتريت الببوتيل ونتريت أيزوبوبتيل في بعض الأحيان بدعوى أنهما نترات الأميل للاستخدام الترفيهي. 